# Cobrah
Clara Blom Christensen (nascida em 15 de outubro de 1996), conhecida profissionalmente como COBRAH (estilizado em letras maiúsculas) é uma cantora, compositora e produtora musical sueca. Antes de lançar músicas, COBRAH era professora de música do ensino fundamental. COBRAH começou a usar este nome em novembro de 2018 como o lançamento de seu primeiro single "IDFKA", com o videoclipe sendo indicado a Videoclipe do Ano no prêmio sueco Grammis.
COBRAH ampliou sua discografia em 2019 com um EP, ICON. Seguindo a empreitada de 2019, ela lançou outro EP em 2021, autointitulado COBRAH, que foi indicado aos Grammis 2022. Deste EP surgiu o single "Good Puss", que mais tarde em 2022 ganhou um remix com a participação de Cupcakke. Seu EP Succubus ganhou o Grammis 2024 na categoria "Electro/Dance".

## Anos iniciais
Nascida como Clara Havdahl, ela foi criada em Gotemburgo, Suécia. Aos 4 anos, ela mudou da parte urbana da cidade para o subúrbio. Ela era flautista no ensino médio e estudou teatro musical. Na adolescência, ela expressou sua adoração pelo estilo de roupas góticas, o qual sua mãe desaprovava. Como consequência, ela escondia as roupas na mochila e se trocava nelas antes de entrar na escola. Em 2017, ela se mudou para Berlim para encontrar produtores musicais com quem colaborar.

## Carreira

### 2017-2019: Início da carreira e ICON
Depois de se mudar para Berlim, COBRAH entrou em contato com vários produtores musicais e começou a experimentar diversos tipos de música. Ela acabaria se unindo aos produtores Hannes Roover e Isaac Hördegard, com o primeiro deles ela já havia trabalhado na Suécia antes de se mudar para Berlim. COBRAH criou sua própria gravadora, GAGBALL Records, para lançar seu primeiro single, "IDFKA" (acrônimo de "I Don't Fucking Know Anymore"), em 2018. Em um entrevista sobre seu single de estreia em 2020 ela disse, "Tipo, honestamente, tudo... Aquela música continua ganhando um novo significado para mim a cada semana. Era sobre cresceer e ter uma relação ambivalente com o sexo e o romance. Que eu acho que muitos adolescentes tem, principalmente as garotas que estão buscando um lugar ao qual pertencer. É fácil de tirarem vantagem de você e é muito difícil quando você é jovem e percebe quando isso acontece." Ela lançou mais singles durante 2019 para promover o futuro lançamento do seu primeiro EP, ICON. Os singles incluem "Wet" e "U Know Me". Depois do ciclo de promoção de ICON, ela lançou o single "Tea" em colaboração com a estação de rádio britânica Rinse FM e se apresentou junto a Charli XCX.

### 2020-2022
Ela lançou o single "Debut" em 2020, que foi seguido por aprovação da crítica. A revista Paper disse que "não era exceção" e fez uma entrevista com ela antes do lançamento. Ela lançou seu EP autointitulado pela sua gravadora GAGBALL em 12 de maio de 2021. Ela seguiu o lançamento de COBRAH com o remix de "Good Puss", com a participação de Cupcakke. COBRAH foi incluida na lista de novos artistas essenciais do ano na edição de 2022 da revista NME.

### 2023-presente: Succubus e turnê mundial
Em 2023, ela cedeu os direitos de distribuição à Atlantic Records e lançou "Suck" em junho de 2023, seu primeiro single com eles. Em 11 de agosto, lançou o segundo single "Manic" e um terceiro single "Feminine Energy", que foi lançado em 8 de setembro junto do anúncio de seu terceiro EP, Succubus, que foi lançado em 13 de outubro. Succubus então ganhou o prêmio sueco Grammis na categoria melhor álbum de Electro/Dance do ano de 2024.

Em 2024, seu single de 2022 "Brand New Bitch" foi usado na trilha sonora, no marketing e trailers do filme Kinds of Kindness de Yorgos Lanthimos. No filme, a música aparece em um cena enquanto a atriz principal Emma Stone dança energicamente.

## Influências
COBRAH disse a Vogue Adria: "Embora eu faça música eletrônica, e soe completamente diferente [da música da Kate Bush], eu acho que quando você é artista, é importante entrar na indústria musical com um ponto de vista artístico, novo e estimulante. E artistas como Kate Bush realmente me inspiraram a encontrar isso em mim mesma..." COBRAH faz música influenciada pela cena BDSM de Estocolmo, Suécia. Ela entrou na cena BDSM depois de se conectar com a fotógrafa Katrin Unge.

## Vida pessoal
COBRAH trabalhou como professora até finais de 2020.

## Discografia

### EPs
| Título             | Detalhes do EP |
| ------------------ | --- |
| ICON               | - Lançado: 29 de março de 2019 - Etiqueta: Auto-lançado - Formato: Download digital, streaming                    |
| COBRAH             | - Lançado: 12 de maio de 2021 - Etiqueta: Gagball, Artist Partner Group - Formato: Download digital, streaming    |
| Succubus           | - Lançado: 13 de outubro de 2023 - Etiqueta: Gagball, Artist Partner Group - Formato: Download digital, streaming |
| Succubus XXXtended | - Lançado: 26 de julho de 2024 - Etiqueta: Gagball, Artist Partner Group - Formato: Download digital, streaming   |

### Singles
| Título                                    | Ano  | Álbum                                              |
| ----------------------------------------- | ---- | -------------------------------------------------- |
| "IDFKA"                                   | 2018 | Ícone                                              |
| "Wet"                                     | 2019 | Ícone                                              |
| "U Know Me"                               | 2019 | Ícone                                              |
| "Tea"                                     | 2019 | Single avulso                                      |
| "Debut"                                   | 2020 | Cobrah                                             |
| "Dip N Drip"                              | 2021 | Cobrah                                             |
| "Good Puss" (solo ou remix com cupcakKe ) | 2021 | Cobrah                                             |
| "Brand New Bitch"                         | 2022 | Kinds of Kindness (trilha sonora oficial do filme) |
| "Mami" (com Chris Lorenzo)                | 2022 | Single avulso                                      |
| "Suck"                                    | 2023 | Succubus                                           |
| "Manic"                                   | 2023 | Succubus                                           |
| "Feminine Energy"                         | 2023 | Succubus                                           |
| "10/10"                                   | 2023 | Succubus                                           |
| "Activate"                                | 2023 | Succubus                                           |
| "Bad Position"                            | 2023 | Succubus                                           |
| "Tequila"                                 | 2023 | Succubus                                           |
| "Record Deal"                             | 2024 |                                                    |